# (300194) 2006 WC95
(300194) 2006 WC95 es un asteroide perteneciente al cinturón de asteroides descubierto el 19 de noviembre de 2006 por el equipo del Spacewatch desde el Observatorio Nacional de Kitt Peak, Arizona, Estados Unidos.

## Designación y nombre
Designado provisionalmente como 2006 WC95.

## Características orbitales
2006 WC95 está situado a una distancia media del Sol de 3,155 ua, pudiendo alejarse hasta 3,637 ua y acercarse hasta 2,673 ua. Su excentricidad es 0,152 y la inclinación orbital 10,19 grados. Emplea 2047,35 días en completar una órbita alrededor del Sol.

## Características físicas
La magnitud absoluta de 2006 WC95 es 15,8. 